# Студенець (Требнє)
Студенець (словен. Studenec) — поселення в общині Требнє, регіон Південно-Східна Словенія, Словенія.